# Isaac Lihadji
Isaac Lihadji (Marseille, 2002. április 10. –) francia utánpótlás válogatott labdarúgó, a Sunderland játékosa.

## Pályafutása

### Klubcsapatokban
A Septèmes csapatában ismerkedett meg a labdarúgás alapjaival, majd innen került az Olympique Marseille akadémiájára. 2019. szeptember 24-én az Olympique Marseille saját nevelésű játékosaként mutatkozott be az élvonalban a Dijon ellen a 78. percben Szakai Hiroki cseréjeként. 2020. július 2-án a szintén francia Lille OSC csapatába szerződött. 2023. január 26-án az angol Sunderland két és félévre szerződtette egyéves hosszabbítási lehetőséggel.

### A válogatottban
Franciaországban született, de Comore-szigeteki származású is. Részt vett a 2019-es U17-es labdarúgó-Európa-bajnokságon és a 2019-es U17-es labdarúgó-világbajnokságon. A tornán harmadik helyen zártak, miután Hollandia ellen 3–1-re nyertek a bronzmérkőzésen.

## Statisztika
| Klub      | Szezon   | Bajnokság | Bajnokság | Bajnokság | Kupa  | Kupa  | Ligakupa | Ligakupa | Nemzetközi | Nemzetközi | Összesen | Összesen |
| Klub      | Szezon   | Bajnokság | Mérk.     | Gólok     | Mérk. | Gólok | Mérk.    | Gólok    | Mérk.      | Gólok      | Mérk.    | Gólok    |
| --------- | -------- | --------- | --------- | --------- | ----- | ----- | -------- | -------- | ---------- | ---------- | -------- | -------- |
| Marseille | 2019–20  | Ligue 1   | 2         | 0         | 0     | 0     | 0        | 0        | —          | —          | 2        | 0        |
| Lille OSC | 2020–21  | Ligue 1   | 1         | 0         | 0     | 0     | 0        | 0        | —          | —          | 1        | 0        |
| Összesen  | Összesen | Összesen  | 3         | 0         | 0     | 0     | 0        | 0        | 0          | 0          | 3        | 0        |